# Copenhagen Pride
Copenhagen Pride — крупнейший ежегодный фестиваль представителей ЛГБТ в Дании. Он охватывает всю столицу Копенгаген и проводится в августе. Мероприятие сочетает в себе политические вопросы с концертами, фильмами и шествием. Примерно с 2012 года фестиваль открывался в среду и и завершался парадом в субботу. В 2017 году в параде с помостами и флагами приняли участие около 25 000 человек, и более 300 000 человек вышли на улицы, чтобы посмотреть на парад.
В 2022 году фестиваль продлится девять дней с 13 по 21 августа. Это стала самая продолжительная ЛГБТ-акция в Копенгагене, за исключением проведения в городе EuroPride (в 1996 году) и WorldPride (в 2021 году).

## История
Copenhagen Pride начался в 1996 году, когда Копенгаген был культурной столицей Европы и принимал мероприятие EuroPride. С 1998 года фестиваль назывался Mermaid Pride, а с 2004 года — Copenhagen Pride. В первые годы фестиваль проводился в июне, но в 1999 году его перенесли на август. Фестиваль проводится каждый год, начиная с 1996 года.
Песня группы Army of Lovers «Crucified 2013» стала официальным гимном фестиваля Copenhagen Pride 2013.
Помимо летнего фестиваля, в феврале 2015 года был проведён первый Зимний прайд в Копенгагене. В 2017 году Copenhagen Pride выиграл заявку на проведение в 2021 году WorldPride, который представлял собой 11-дневный праздник любви, равенства и прав человека. WorldPride 2021 был совмещен с Евроиграми, организованными спортивной организацией ЛГБТ Pan Idræt.
В феврале 2024 года после выражения солидарности с палестинцами руководством фестиваля  и требования «занять позицию по конфликту между Израилем и сектором Газы» ведущие спонсоры (Novo Nordisk, Google, Maersk, Dansk Industri, KPMG, Nykredit) отказались продолжать спонсорство. 8 мая 2024 года политический председатель Copenhagen Pride Ларс Хенриксен ушёл в отставку и покинул пост члена правления.

## Председатели
- 1996 — Майкл Норд
- 1999 — Алис Энгберг
- 2000 — Стайн Рингвиг
- 2001 — Клаус Бондам/Хелле Кобольд
- 2002 — Хелле Кобольд/Джон Мёгельванг
- 2003—2004 — Джон Бертельсен
- 2005—2006 — Томас Билграм
- 2007 — Мортен Хугард
- 2008 — Мартин Фонсс Дюфке
- 2008—2012 — Оле Сантос
- 2013—2021 — Ларс Хенриксен
- 2021—2024 — Ларс Хенриксен (политический председатель) и Бенджамин Хансен (организационный председатель)

Ежедневное управление организацией возглавляет глава секретариата, в настоящее время Стив Тейлор.